# Petricz (gmina)
Petricz (bułg. Община Петрич) – gmina w południowo-zachodniej Bułgarii, w obwodzie Błagojewgrad.

## Miejscowości
Miejscowości wchodzące w skład gminy Petricz:
- Baskałci (bułg.: Баскалци),
- Bełasica (bułg.: Беласица),
- Bogorodica (bułg.: Богородица),
- Borowiczene (bułg.: Боровичене),
- Czuczuligowo (bułg.: Чучулигово),
- Czuriczeni (bułg.: Чуричени),
- Czuriłowo (bułg.: Чурилово),
- Dolene (bułg.: Долене),
- Dołna Kruszica (bułg.: Долна Крушица),
- Dołna Ribnica (bułg.: Долна Рибница),
- Dołno Spanczewo (bułg.: Долно Спанчево),
- Dragusz (bułg.: Драгуш),
- Drangowo (bułg.: Дрангово),
- Drenowica (bułg.: Дреновица),
- Drenowo (bułg.: Дреново),
- Gabrene (bułg.: Габрене),
- Gega (bułg.: Гега),
- Generał Todorow (bułg.: Генерал Тодоров),
- Gorczewo (bułg.: Горчево),
- Iwanowo (bułg.: Иваново),
- Jakowo (bułg.: Яково),
- Jawornica (bułg.: Яворница),
- Kamena (bułg.: Камена),
- Kapatowo (bułg.: Капатово),
- Kawrakirowo (bułg.: Кавракирово),
- Klucz (bułg.: Ключ),
- Kładenci (bułg.: Кладенци),
- Kołarowo (bułg.: Коларово),
- Kromidowo (bułg.: Кромидово),
- Kryndżilica (bułg.: Крънджилица),
- Kukurachcewo (bułg.: Кукурахцево),
- Kulata (bułg.: Кулата),
- Kyrnałowo (bułg.: Кърналово),
- Marikostinowo (bułg.: Марикостиново),
- Marino pole (bułg.: Марино поле),
- Mendowo (bułg.: Мендово),
- Mitino (bułg.: Митино),
- Michnewo (bułg.: Михнево),
- Nowo Konomładi (bułg.: Ново Кономлади),
- Petricz (bułg.: Петрич) – siedziba gminy,
- Prawo byrdo (bułg.: Право бърдо),
- Pyrwomaj (bułg.: Първомай),
- Ribnik (bułg.: Рибник),
- Rupite (bułg.: Рупите),
- Ryżdak (bułg.: Ръждак),
- Samuiłowo (bułg.: Самуилово),
- Skryt (bułg.: Скрът),
- Starczewo (bułg.: Старчево),
- Strumesznica (bułg.: Струмешница),
- Tonsko dabe (bułg.: Тонско дабе),
- Topołnica (bułg.: Тополница),
- Wiszlene (bułg.: Вишлене),
- Wołno (bułg.: Волно),
- Zojczene (bułg.: Зойчене).